# Pseudocranae gressitti
Pseudocranae gressitti is een rechtvleugelig insect uit de familie veldsprinkhanen (Acrididae). De wetenschappelijke naam van deze soort is voor het eerst geldig gepubliceerd in 1973 door Willemse.